# Lerín
Lerín ist eine spanische Gemeinde in der Comunidad Foral de Navarra und der Comarca Estella Oriental. Sie hat 1.783 Einwohner (Stand: 2024) und liegt 55 km von Pamplona entfernt.
Nachbargemeinden sind: Allo, Oteiza de la Solana und Larraga im Norden, Miranda de Arga und Falces im Osten, Andosilla und Cárcar im Süden und Sesma im Westen.

## Geschichte
In Lerín existiert eine Burg seit der Mitte des 11. Jahrhunderts, die dem König von Navarra gehörte. 1425 richtete König Karl III. von Navarra die Grafschaft Lerín für seine uneheliche Tochter Juana an, die mit Luis de Beaumont verheiratet war.

## Sehenswürdigkeiten
- Die Burg (11. Jahrhundert)
- Die Kirche Nuestra Señora de la Asunción (14. Jahrhundert)
- Die Ermita de Nuestra Señora de la Blanca

## Persönlichkeiten
- Luis de Beaumont, 1. Conde de Lerín (1412–1462)
- Luis de Beaumont, 2. Conde de Lerín (um 1430–1508)
- Luis de Beaumont, 3. Conde de Lerín († 1530)